# Palojärvi (sjö i Finland, Norra Karelen, lat 62,52, long 30,35)
Palojärvi är en sjö i Finland. Den ligger i kommunen Joensuu i landskapet Norra Karelen, i den sydöstra delen av landet, 400 km nordost om huvudstaden Helsingfors. Palojärvi ligger 116,9 meter över havet. I omgivningarna runt Palojärvi växer i huvudsak blandskog. Den är 11,5 meter djup. Arean är 2,85 kvadratkilometer och strandlinjen är 17,02 kilometer lång. Sjön  ingår i Jänisjokis huvudavrinningsområde. 